# جيرالد أوبراين
جيرالد أوبراين (بالإنجليزية: Gerald O'Brien)‏ هو سياسي نيوزلندي، ولد في 2 ديسمبر 1924 في ويلينغتون في نيوزيلندا، وتوفي بنفس المكان في 13 ديسمبر 2017. حزبياً، نشط في حزب العمال النيوزيلندي. وقد انتخب عضو مجلس النواب النيوزيلندي.